# Oké Király (Így jártam anyátokkal)
Az Oké Király az Így jártam anyátokkal című televízió-sorozat első évadjának ötödik része. Eredetileg 2005. október 17-én mutatták be, Magyarországon három évvel később, 2008. október 7-én.
Ebben az epizódban Ted és Barney egy klub VIP-részlegébe jutnak be Robin segítségével, miközben Marshall és Lily kifinomultabb társasági eseményre vágynak.

## Cselekmény
|  | Alább a cselekmény részletei következnek! |

Robint meghívja az Oké-ba, egy új klubba, a klub tulajdonosa. Ted és Barney elfogadja a meghívást, de Marshall és Lily inkább borkóstolót tartanak otthon, azt állítván, hogy érettebb dolgokat szeretnének csinálni. Lily azonban kezdi egyre rosszabbul érezni magát, amikor azt látja, hogy a többi hasonló korú pár sokkal felnőttesebb, mint ők. Ted és Barney elmennek a klubba; Ted beleegyezik, hogy Robin barátnőjével, Kellyvel találkozzon, Barney pedig úgy dönt, hogy "kiszúr egy bigét", majd "teker vele, amíg meg nem adja magát".
Mivel Marshall nagyon unatkozik a borkóstoláson, az ablakon kiugorva szökik meg onnan (bár Jövőbeli Ted kétli, hogy ez valóban így történt). Eközben Robint nem engedik be a VIP-terembe, pedig oda kapott meghívást. Ezért kimegy egy pillanatra a klubból, hogy felhívja a tulajdonost, és még Marshallt is beengedi a klubba. Viszont ő maga már nem tud visszamenni, mivel már egy másik kidobó van az ajtónál.
Tedet idegesíti a hangos zene, ezért elkezd hülyeségeket mondani, mert tudja, hogy Kelly úgysem hallja meg. De amikor egy pillanatra letekerik a zenét, mindenki meghallja a klubban, amit mond, így kínosan felsül. Már épp menni készül, amikor Marshall megérkezik. Kérnek egy-egy sört, de miközben Marshall iszik, megfájdul a foga az ideiglenes fogkorona miatt, amit aznap rakatott be. Ted lemegy a ruhatárhoz, és ott végül a ruhatáros lánnyal kezd el beszélgetni (akit Rucimacának neveznek). Eközben Marshall megtalálja Barney-t, aki azt mondja Marshallnak, hogy a mosdóban biztosan van aszpirin, ami jó lenne a fájdalmára. Jövőbeli Ted elmondja, hogy nem lehet tudni, hogy mi történt odabent, de amikor Marshall kijött, már egyáltalán nem fájt a foga.
Mindeközben Lily is megszökött a saját bulijukról (ugyanúgy, mint Marshall), és ő is megérkezik a klubhoz. Robin elmondja Lilynek, hogy nem kell más párokhoz hasonlóan felnőttes dolgokat csinálni, ezután Lily rábeszéli Robint, hogy mutassák meg a melleiket a kidobónak, hogy bejuthassanak a klubba.
Barney felfedezi, hogy a "bige", akivel egész este tekert, az az unokatestvére, Leslie. Megesketi Tedet, hogy ezt soha senkinek nem mondja el. Már Barney is menni akar, de mivel Robin és Lily is bejutott, még maradnak egy kicsit. Amíg Lily és Marshall táncolnak, a többiek nézik őket.
A záró jelenetben egy taxival tartanak hazafelé. Ted kifejti, hogy utálja a klubokat, de úgy tűnik, csak annyit tehet, hogy Barneyval jár ilyen helyekre, míg meg nem találja az igazit. Marshall szerint lehet, hogy a Rucimaca lesz a leendő felesége – Jövőbeli Ted viszont megmondja, hogy nem.

## Kulturális utalások
- Ted a fényes, ezüst inge miatt Bádogembernek hívja Barney-t; utalás az Óz, a csodák csodájára.
- Lily és Marshall vendégei Norah Jones új albumáról is beszélgetnek.
- A klub előtt várakozó "gyökerek" azt hiszik, hogy Marshall talán a harmadik Affleck-testvér; utalás Ben és Casey Affleck-re.

## Zene
- Lovefreekz – Shine
- DJ Sammy – Heaven
- Garcon – Freek U
- The Julian Day – The Tide
- Wild Whirled Music – Power Control
- Wild Whirled Music – Cinders (a DVD-kiadáson erre cserélték le a "Power Control"-t)

## Kontinuitás
- Marshall a robot-táncot "A kezdetek" című részben már táncolta. (Jason Segel a "Különcök és stréberek" című sorozat fináléjában is ugyanezt táncolja)

## Jövőbeli visszautalások
- Amikor felsorolják azokat a dolgokat, amik sosem olyan jók, mint ahogy eltervezik őket, Ted megemlíti a szilvesztert. "A limó" című epizódban éppen ennek ékes példáját láthatjuk.
- A "Ted Mosby, az építész" című epizódban a klub előtt álló kidobó ugyanaz, mint ebben a részben. Ugyanebben a részben jegyzi meg Robin, hogy Ted utálja a klubokat.
- Lily elalszik a taxiban hazafelé menet. A "Nem apák napja" című részben Marshall megemlíti, hogy Lily részegen mindig elalszik a taxiban.
- Ted véleménye a parádékról megváltozik a "Blitz-adás" című részben.
- Barney megesketi Tedet, hogy erről az estéről többé senkinek nem mesél, mert ez soha nem történt meg (mivel az unokatestvérével jött majdnem össze). Az "Időutazók" című részben amikor 20 Évvel Későbbi Ted megint találkozik a ruhatáros lánnyal, mégis felemlegeti Barneynak.
- A "Robotok a pankrátotok ellen" című epizódban is látható, hogy fennkölt időtöltések helyett a banda jobban kedveli a lazább mókákat.
- A klubot megemlítik az "Apu, a fergeteges" és a "Reménytelen" című részekben.

## Érdekességek
- Ez az epizód azon kevesek egyike, amelyikben Barney nem visel öltönyt.
- Marshall aszpirint kér Barneytól, de "A szerencsepénz" című részben azt mondja, hogy nem hisz a fájdalomcsillapítókban.
- Ebben a részben Ted azt mondja Rucimacának, hogy utálja a Super Bowlt, aminek ellentmond "A hétfő esti meccs" című epizód.
- Amikor Marshall a táncparkettre érve bedobja a kalapját a tömegbe, jól látható, hogy eltalálja vele az egyik statisztát.
- Az epizód DVD-kommentárjában Alyson Hannigan elmondja, hogy az epizód végi jelenet, amikor Marshall és Lily tánc közben csókolóznak, elég kínosan sikerült a két színész magasságkülönbsége miatt, és mert arra kellett vigyázniuk, hogy emiatt össze ne koccanjanak a fogaik.
- Jason Segel a "Különcök és stréberek" című sorozatban együtt játszott Samm Levine-nel, aki az egyik klub előtt várakozó "gyökeret" alakítja.
- A stábtagoknak tetszett az epizód, mert a klubos jelenetekben nem kellett senkinek sem megtanulnia a szöveget, hiszen mindent alájuk feliratoztak.
- A Barneyt alakító Neil Patrick Harris és a Rucimacát játszó Jayma Mays a 2011-es Hupikék Törpikék filmben férj és feleség páros voltak.
- Jason Segel az ablakon kiugrós jelenetében úgy akart elsétálni, mint Nagyláb. Noha ebbe a jelenetbe nem került bele, az "Élet a gorillák között" című epizódba igen.

## Vendégszereplők
- Ryan Raddatz – Chirs
- Jayma Mays – Rucimaca
- Samm Levine – Phil
- Rob Evors – Bradley
- Joshua Zisholtz – Chris
- Vanessa Lee Evigan – Kelly
- Michelle Noh – Claire
- Kyle Bornheimer – Austin
- Stephen Keys – új kidobó
- Sebastian Siegel – csapos
- Kristin Denehy – Leslie

|  | Itt a vége a cselekmény részletezésének! |